# ستيف كارتر (لاعب كرة قدم أمريكية)
ستيف كارتر (بالإنجليزية: Steve Carter)‏ هو لاعب كرة قدم أمريكية أمريكي، ولد في 12 سبتمبر 1962 في نيويورك في الولايات المتحدة.

## وصلات خارجية
- ستيف كارتر على موقع مرجع كرة القدم المحترفة.كوم (الإنجليزية)